# Leptobrachella fuliginosa
Espèce
Statut de conservation UICN

 DD  : Données insuffisantes
Leptobrachella fuliginosa est une espèce d'amphibiens de la famille des Megophryidae.

## Répartition
Cette espèce est endémique de la province de Prachuap Khiri Khan dans le sud-ouest de la Thaïlande.

## Étymologie
Le nom spécifique fuliginosus vient du latin fuliginosus, poussiéreux, en référence à la couleur ventrale de cette espèce comparée à Leptolalax pelodytoides.

## Publication originale
- Matsui, 2006 : Three New Species of Leptolalax from Thailand (Amphibia, Anura, Megophryidae). Zoological Science, vol. 23, no 9, p. 821-830 (texte intégral).